# Tawangharjo (Giriwoyo)
Tawangharjo is een bestuurslaag in het regentschap Wonogiri van de provincie Midden-Java, Indonesië. Tawangharjo telt 2577 inwoners (volkstelling 2010).